# Galería Nacional de Dinamarca

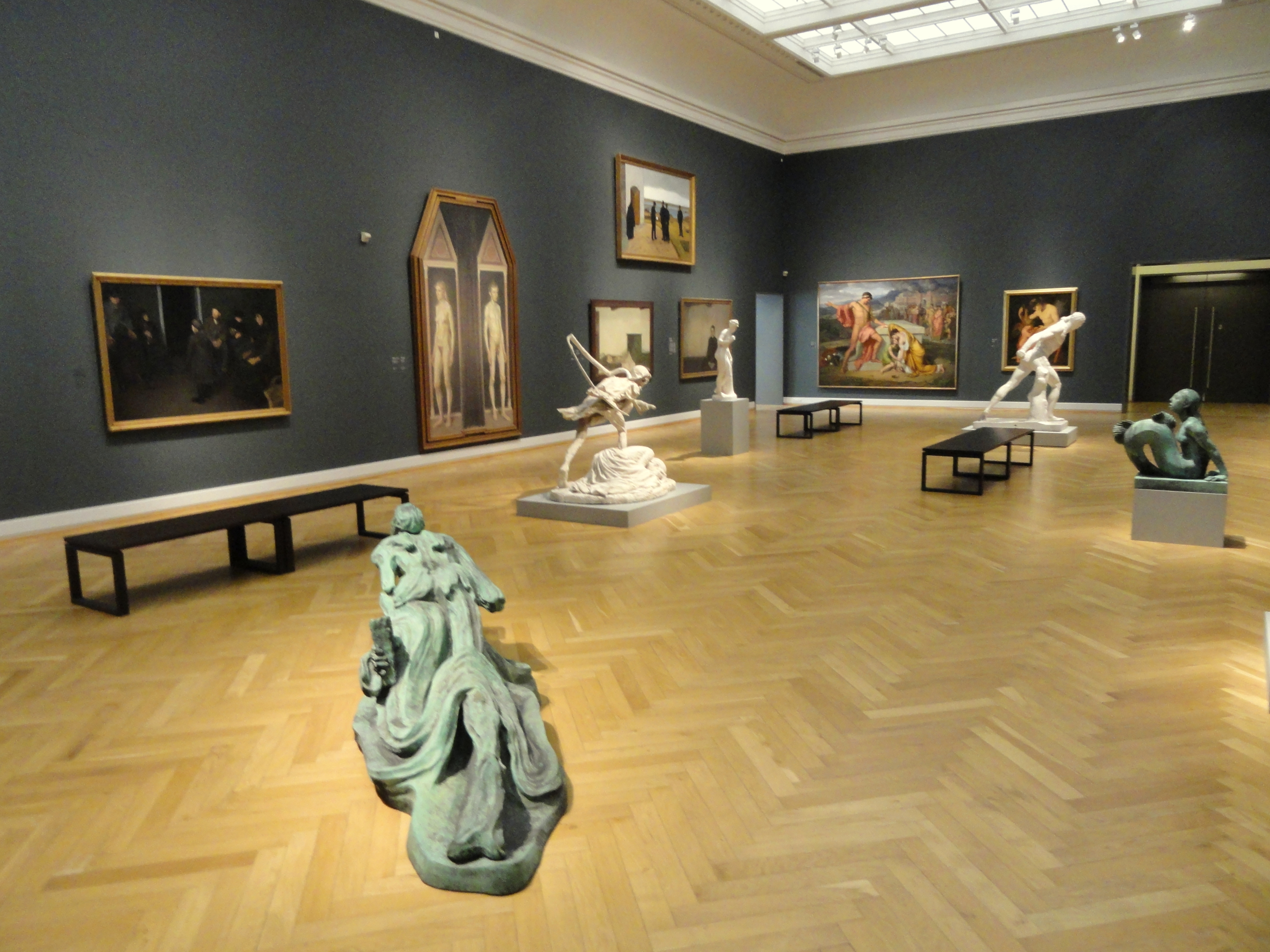
Interior del Statens Museum for Kunst.

La Galería Nacional de Dinamarca (en danés: Statens Museum for Kunst, abreviado como SMK) es una pinacoteca ubicada en el centro de Copenhague.
El museo colecciona, registra, conserva, investiga y gestiona el arte danés y extranjero que data del siglo xiv.

## Edificios
El museo ocupa dos edificios separados, uno antiguo y el otro moderno. Diseñado por Vilhelm Dahlerup y G.E.W. Møller en un estilo que recuerda el Renacimiento italiano, el antiguo edificio fue construido entre 1889 y 1896.Se emprendió una ampliación, diseñada por los arquitectos Anna Maria Indrio y Mads Møller, de la oficina  Arkitektfirmaet C. F. Møller,  que fue abierta en noviembre de 1998. El nuevo edificio, de concepción moderna, se erigió en el parque en la parte situado en la trasera del antiguo edificio, al que está conectado por un pasaje cubierto por un techo de vidrio llamado el «Callejón de las Esculturas». En esta "calle", que recorre todo el museo, se organizan regularmente conciertos y espectáculos de danza.

## Colecciones

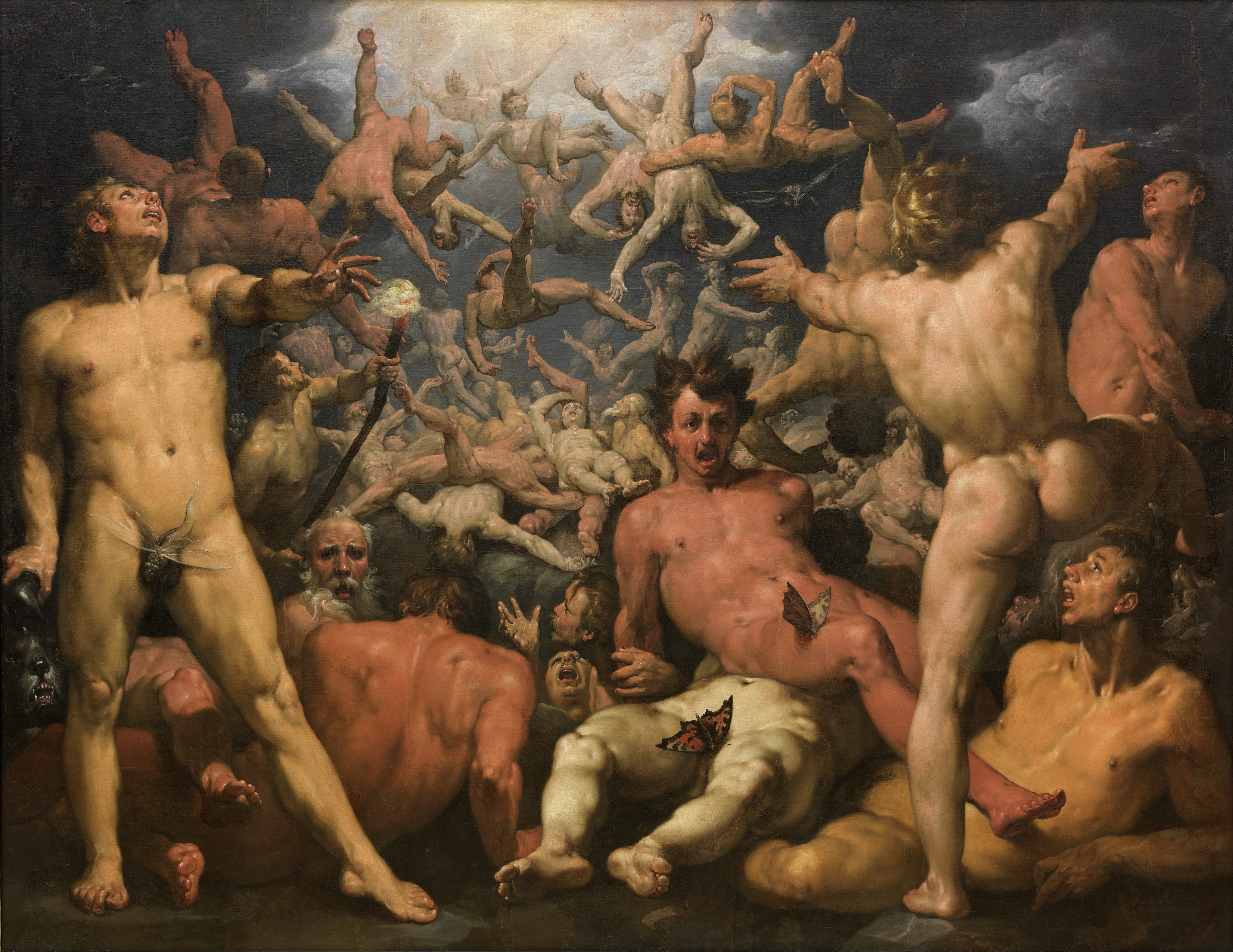
La caída de los titanes, del pintor manierista holandés Cornelis van Haarlem (1588). Galería Nacional de Dinamarca.

Las colecciones del museo reúnen casi 9000 pinturas y esculturas, aproximadamente 240 000 obras de arte en papel, así como más de 2600 vaciados en yeso de esculturas de la antigüedad, la Edad Media y el Renacimiento. La mayor parte de colecciones antiguas del museo proviene de las cámaras de arte de los reyes daneses.

### Arte europeo (siglos XIII-XVII)
La exposición de arte europeo (entre los años 1300-1800) es extensa y abarca un período de 500 años, con obras de Mantegna (Cristo muerto sostenido por dos ángeles), Cranach (varias pinturas como Retrato de Martín Lutero, El juicio de Paris, Venus y Cupido, el ladrón de miel...), Tiziano, Marinus van Reymerswaele (El cambista y su mujer), Pieter Aertsen, Goltzius, Rubens, Rembrandt, Abraham Bloemaert... En la sección de pintura española sobresale un rarísimo retrato pintado por José Antolínez, El embajador danés en Madrid, Cornelius Pedersen, y su séquito (1662), según el esquema de retrato de grupo habitual en Holanda.  
El arte se extiende por trece salas, y es la colección de arte más antigua de Dinamarca, con un énfasis particular en piezas danesas, holandesas, flamencas, italianas, francesas, españolas y alemanas.

### Arte danés y nórdico (1750-1900)
Estudios del arte danés y nórdico (entre los años 1750-1900) en el arte escandinavo desde los inicios de la pintura danesa a través de la Edad de Oro hasta el nacimiento del modernismo. Se exponen más de 400 obras a través de 24 salas de exposición. Cuenta con trabajos de Abildgaard, Eckersberg, Købke, Ring y Hammershøi.

### Arte francés (1900-1930)
La Galería Nacional de Dinamarca recibió su colección de arte moderno francés en 1928, cuando fue donado por el fallecido coleccionista Johannes Rump. Esta colección cuenta con algunas de las piezas más famosas del museo, de artistas como Matisse (su icónico retrato La raya verde), Picasso, Derain y Braque. La colección fue ofrecida por primera vez a la SMK por Rump en 1923, pero fue rechazada por el entonces director Karl Madsen porque no creía que fuera de una calidad lo suficientemente alta.

### Arte danés e internacional (después de 1900)
Ubicado en la extensión del museo construida en 1993, esta colección del siglo del siglo xx y xxi se centra predominantemente en las muestras más importantes del arte moderno danés. Un largo pasillo de pinturas hasta el parque Østre Anlæg funciona como un recorrido cronológico de la obra de este período, mientras que las galerías más pequeñas se centran en artistas o movimientos específicos.

### La Real Colección de Arte Gráfico
La Real Colección de Arte Gráfico contiene más de 240 000 obras: dibujos, grabados, acuarelas, litografías y otras clases de arte en papel, que data del siglo xv hasta la actualidad. Esta colección empezó en la época de Cristián II. En su diario de 1521 el pintor alemán Alberto Durero dice que le dio al rey «las mejores piezas de todos mis grabados».
En 1843 muchas de estas obras, que hasta ese momento habían sido parte de la colección privada del rey, se exhibieron al público. Luego se trasladaron a la Galería Nacional, en su primer edificio terminado en 1896, junto con la Real Colección de Pintura y la Real Colección de Fundidos.
Aunque un gran número de obras impresas son extranjeras, el arte danés constituye la parte principal de la colección. Esta colección está abierta al público a través del Salón de Grabados, accesible al que pueda reservar con anticipación la entrada.

## Galería de imágenes

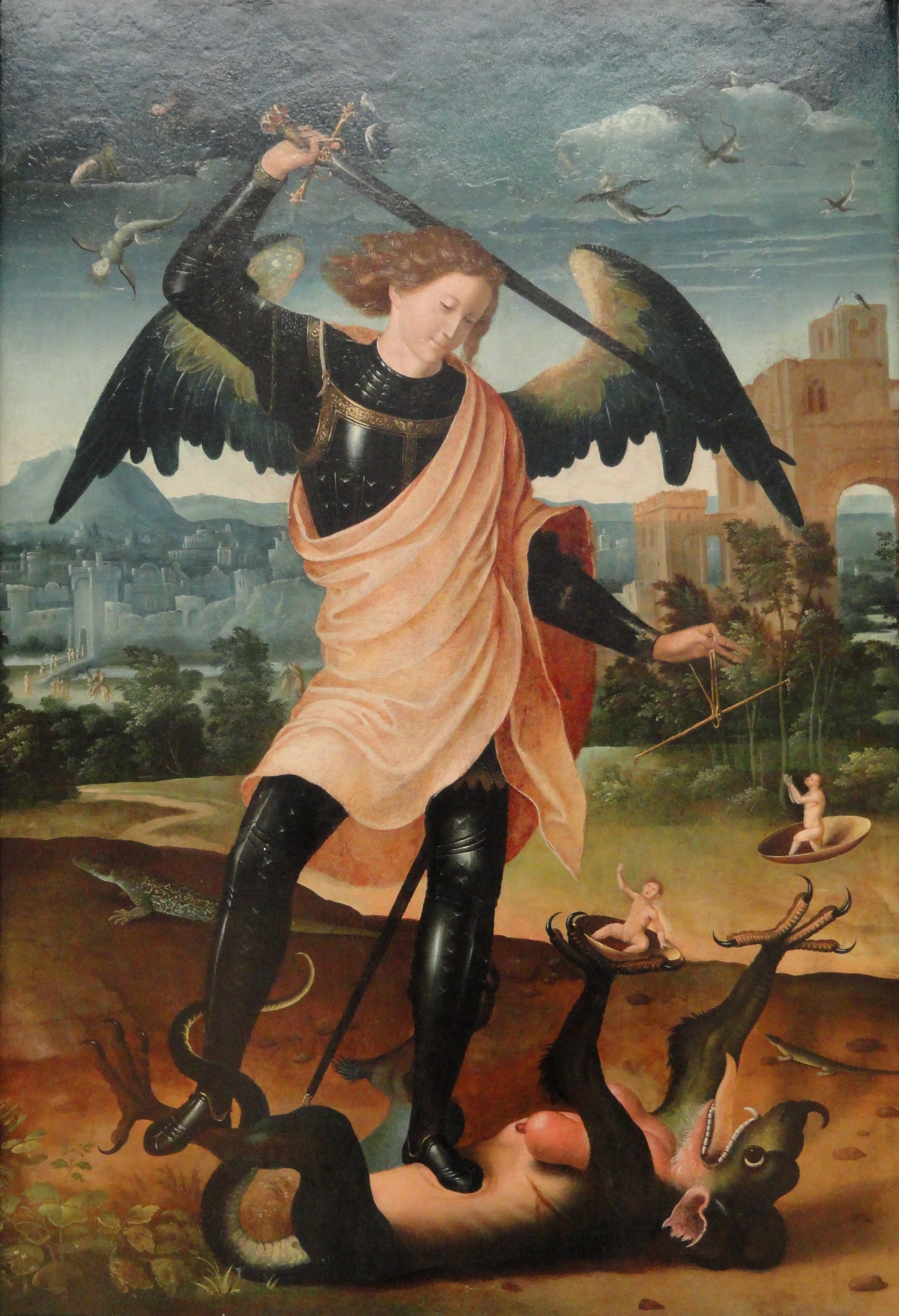
Artista español desconocido (fecha desconocida). San Miguel y el dragón.
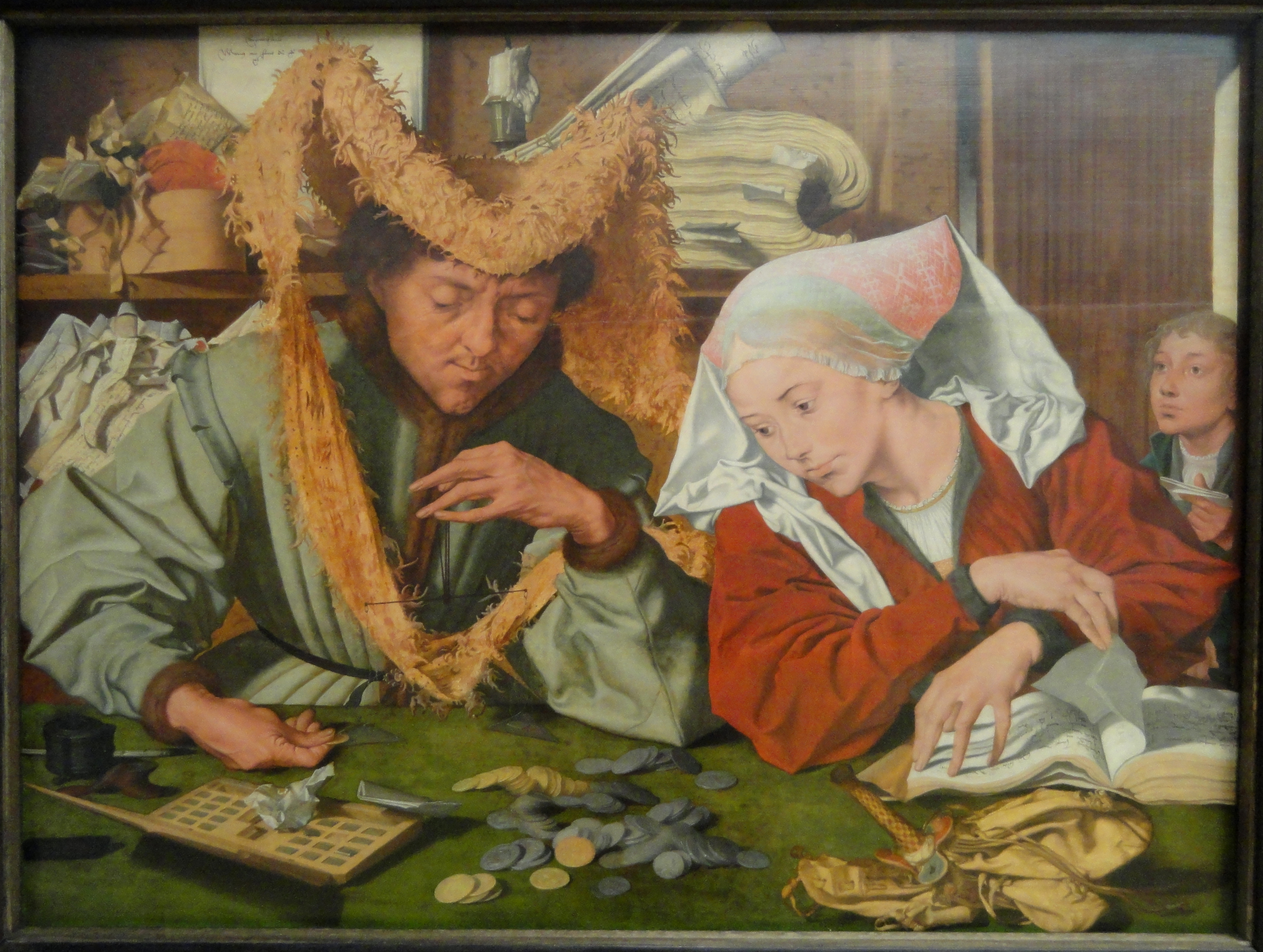
Marinus van Reymerswale (1539). El cambista y su mujer.
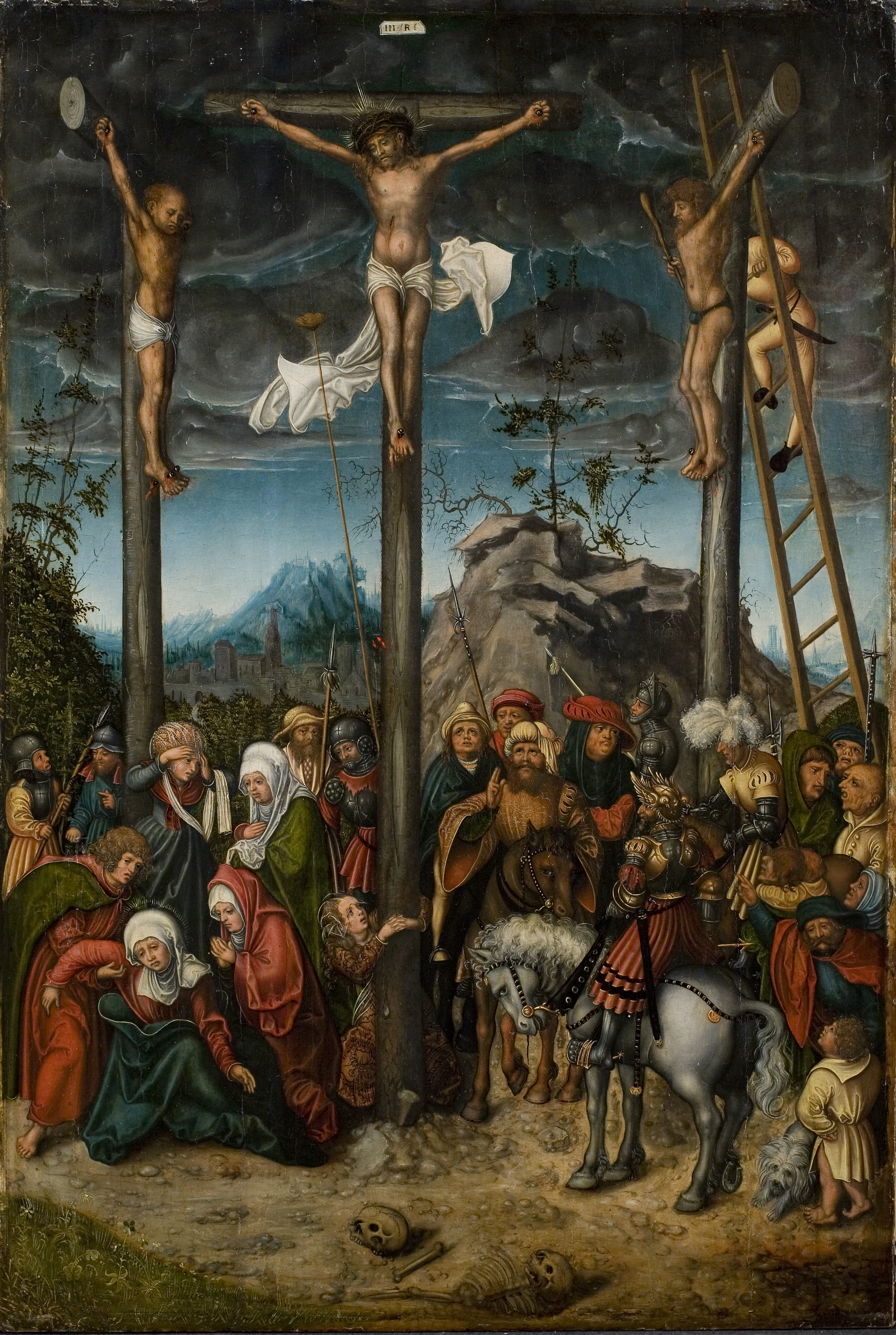
Lucas Cranach el Viejo (c. 1505-c. 1520). Crucifixión (en alemán Kreuzigung).
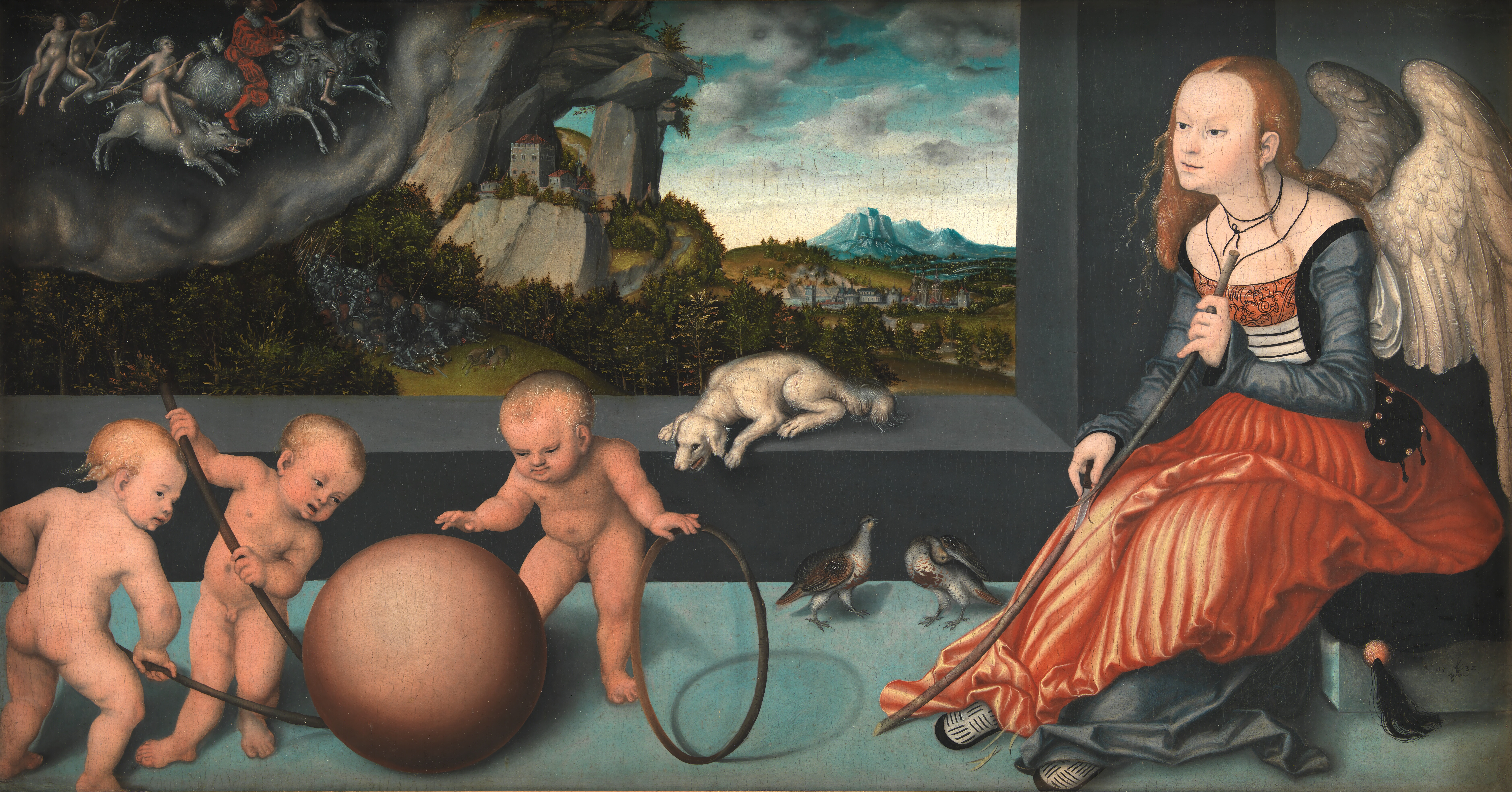
Lucas Cranach el Viejo (1532). Melancolía.
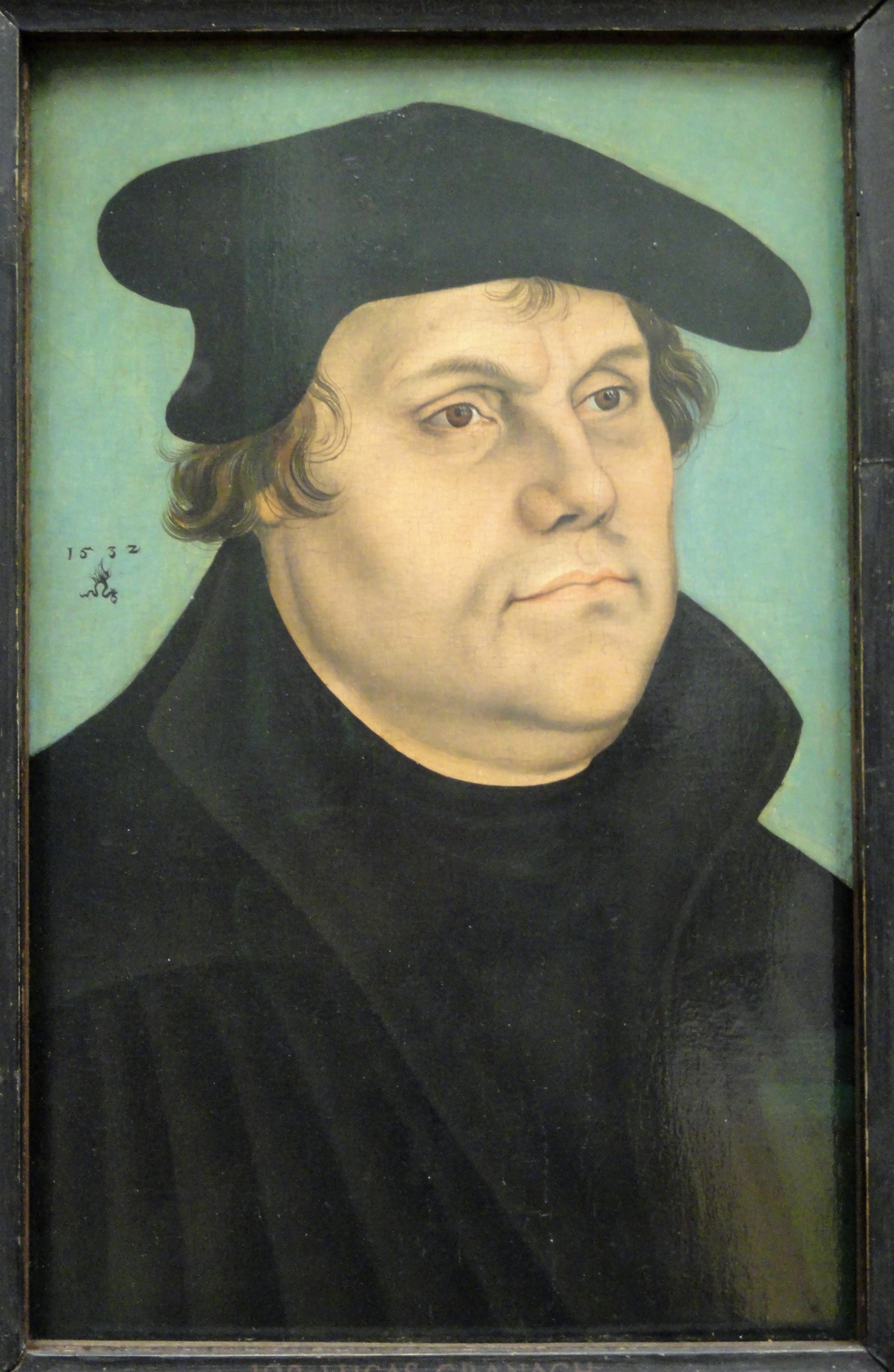
Lucas Cranach el Viejo (1532). Retrato de Martín Lutero.
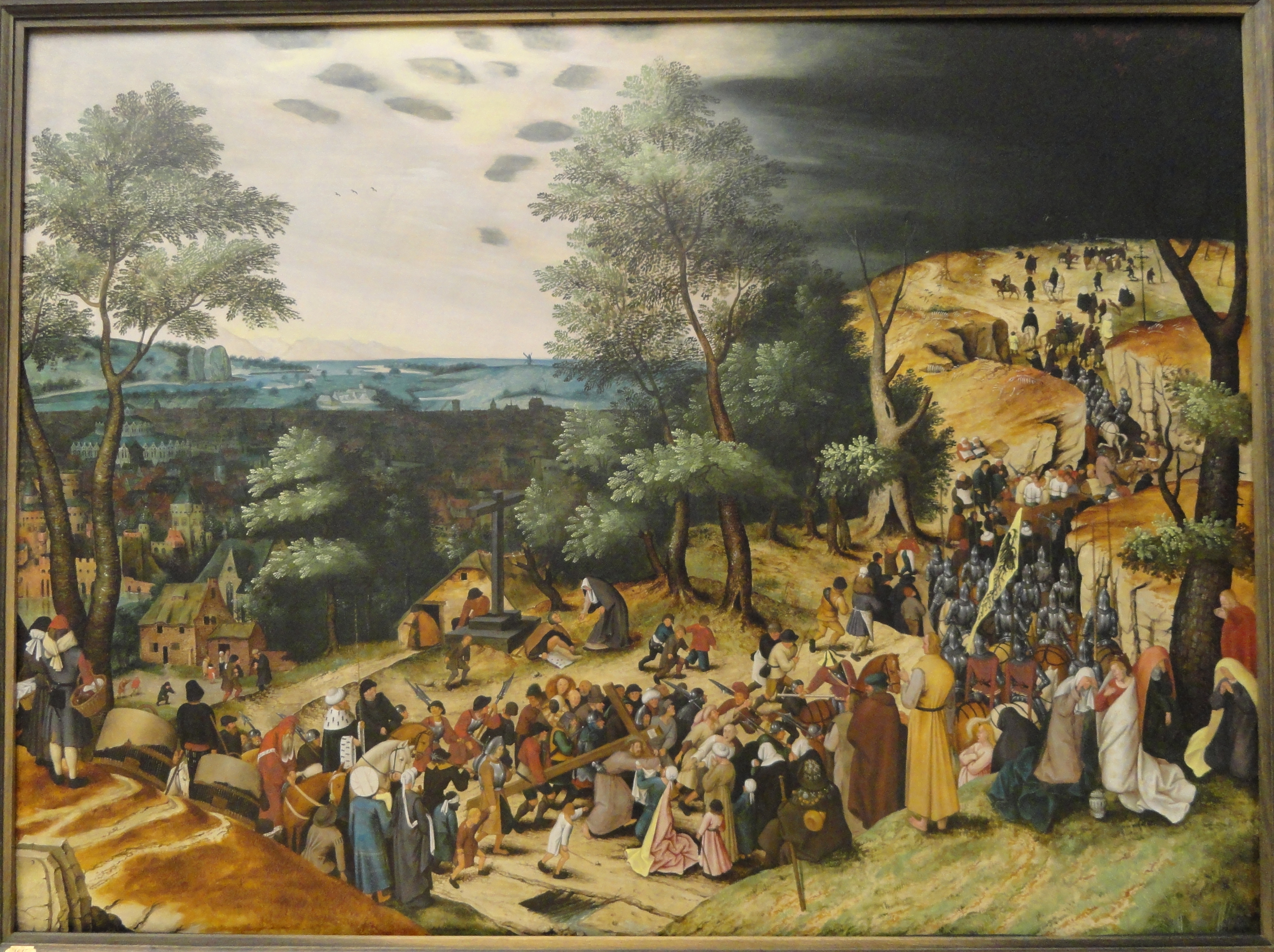
Pieter Brueghel el Joven. El camino al Calvario.
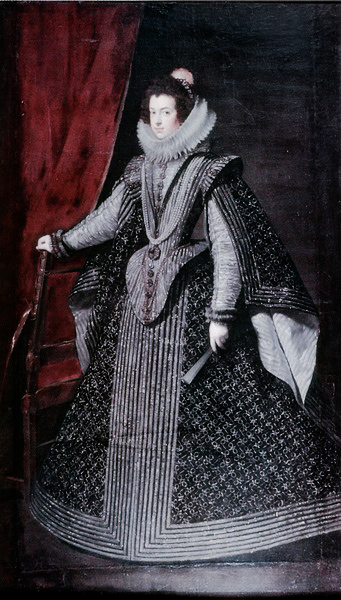
Diego Velázquez (c. 1630). Isabel de Borbón.
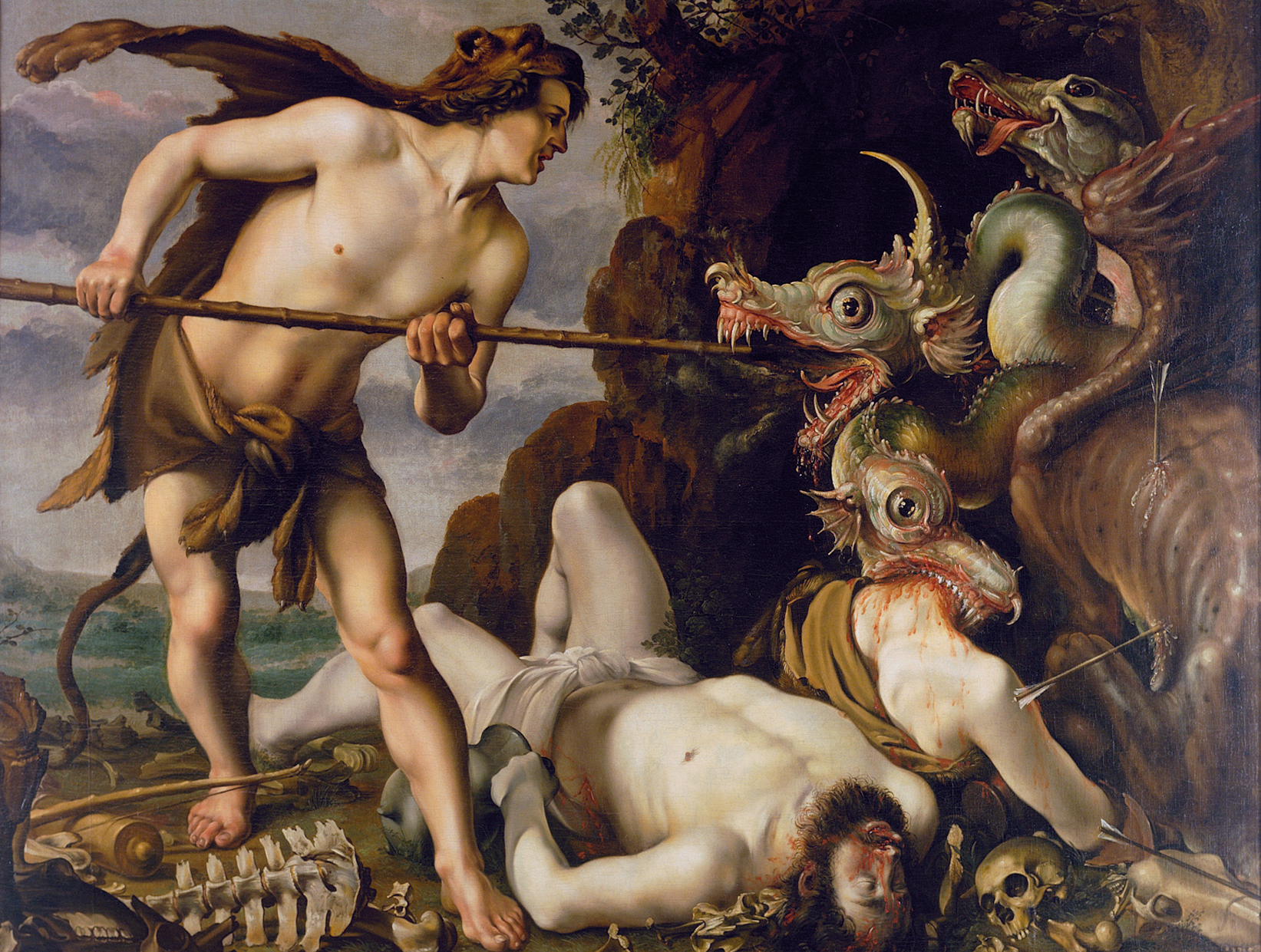
Hendrick Goltzius (1573-1617) Cadmo mata al dragón.
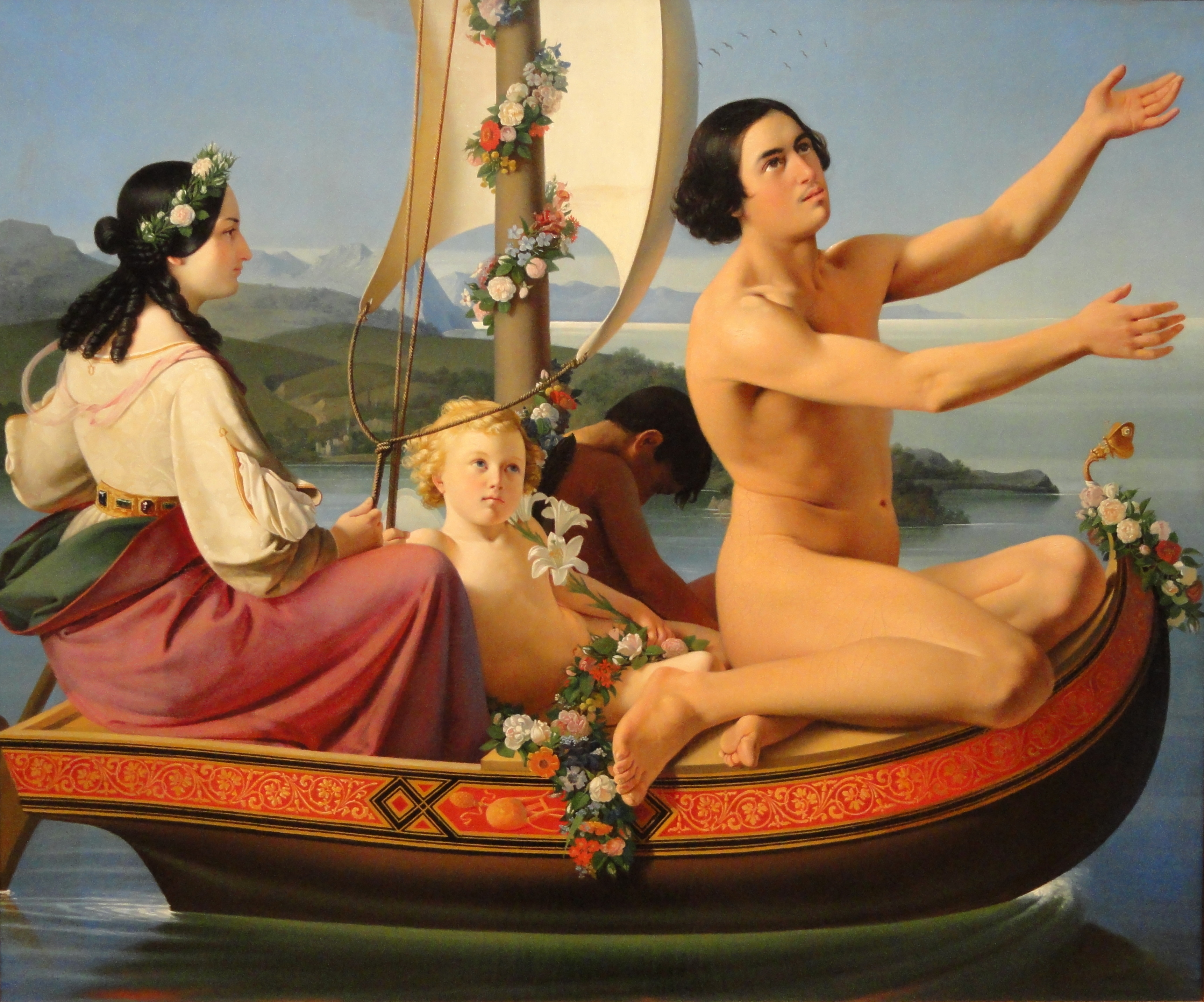
Ditlev Blunck (1840-1845) Juventud, de la serie Las cuatro edades del hombre.
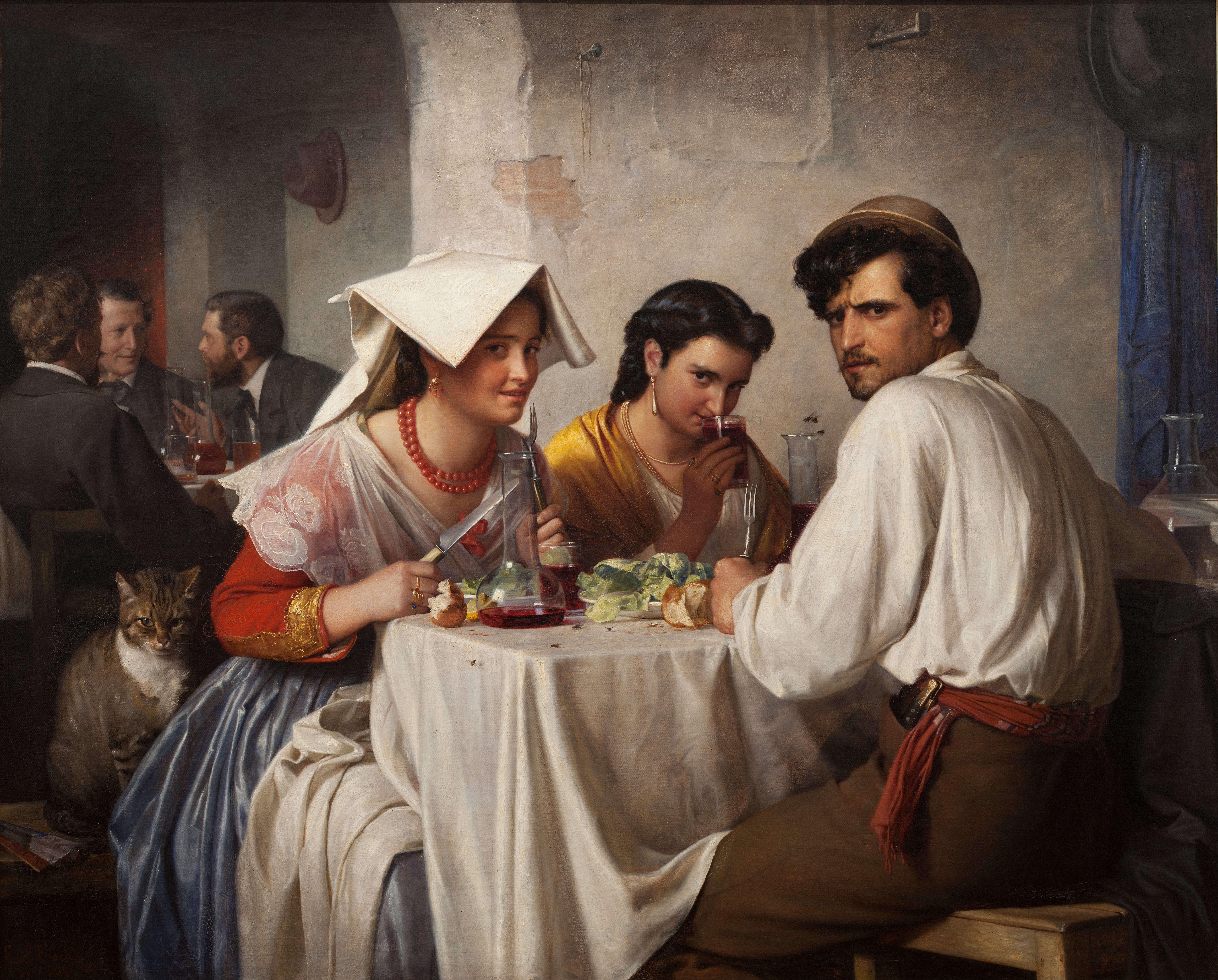
Carl Bloch (1866). En una hostería romana.
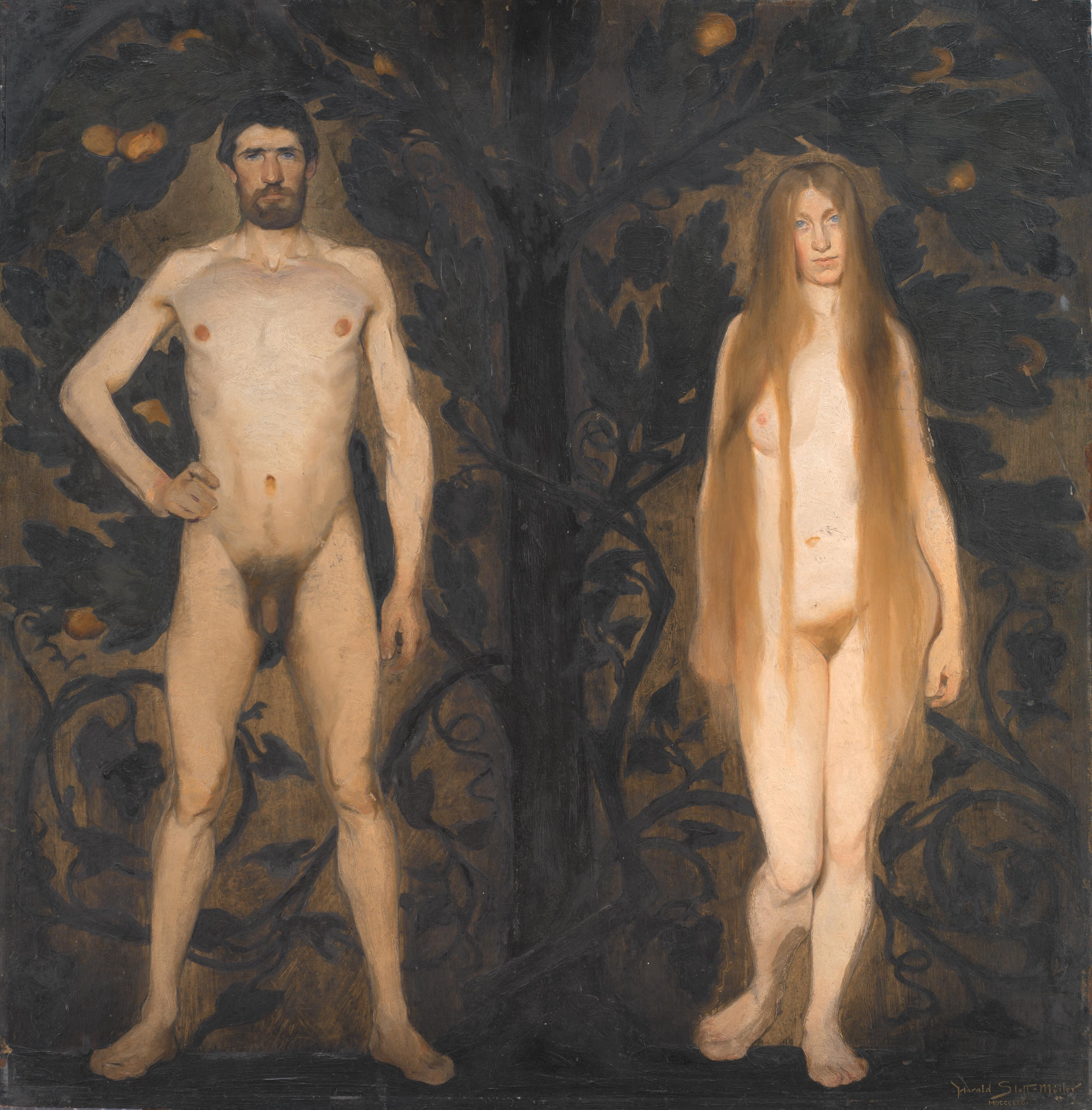
Harald Slott-Moller (1891). Adán y Eva.
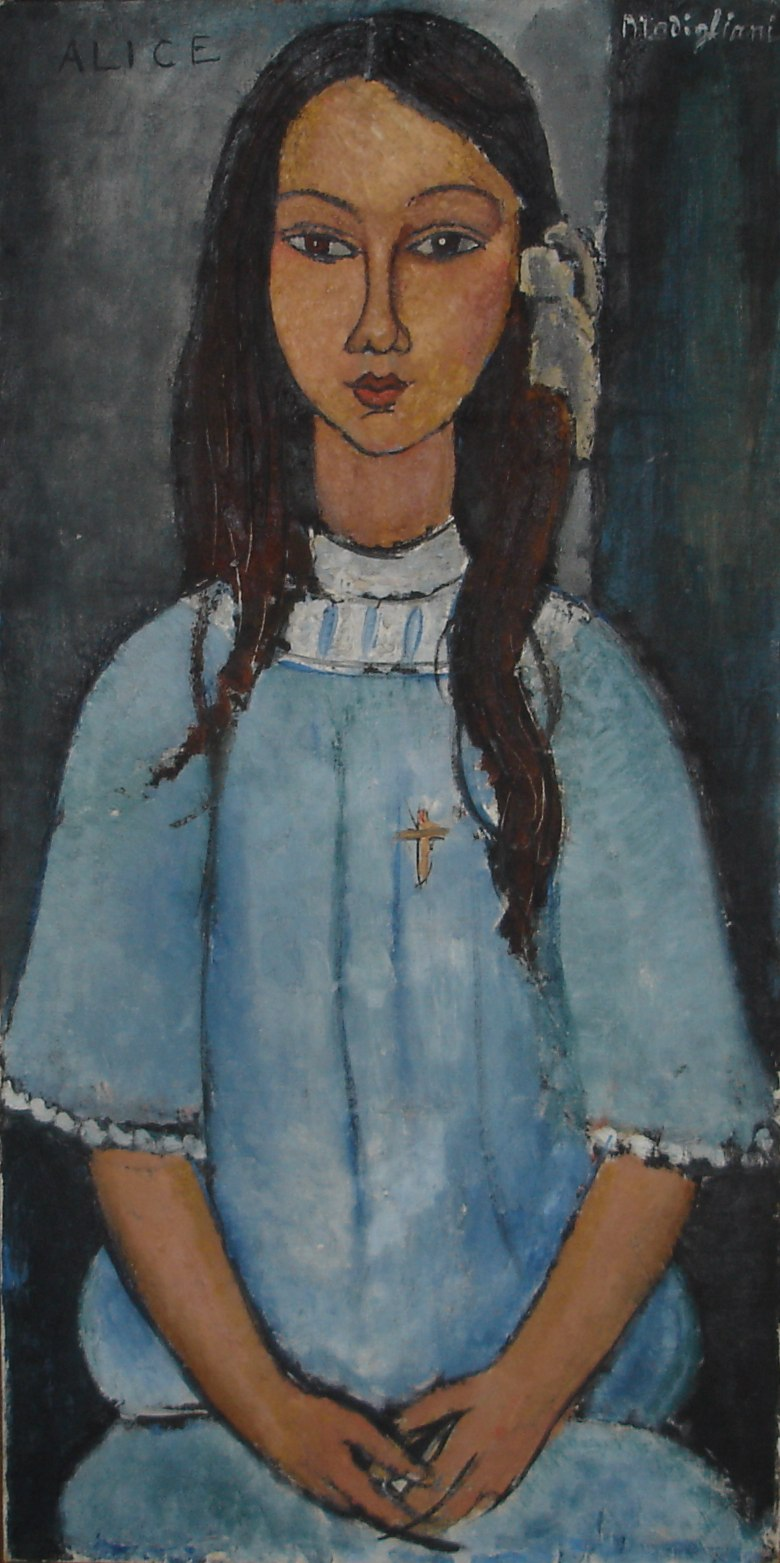
Amedeo Modigliani (1915) Alice.
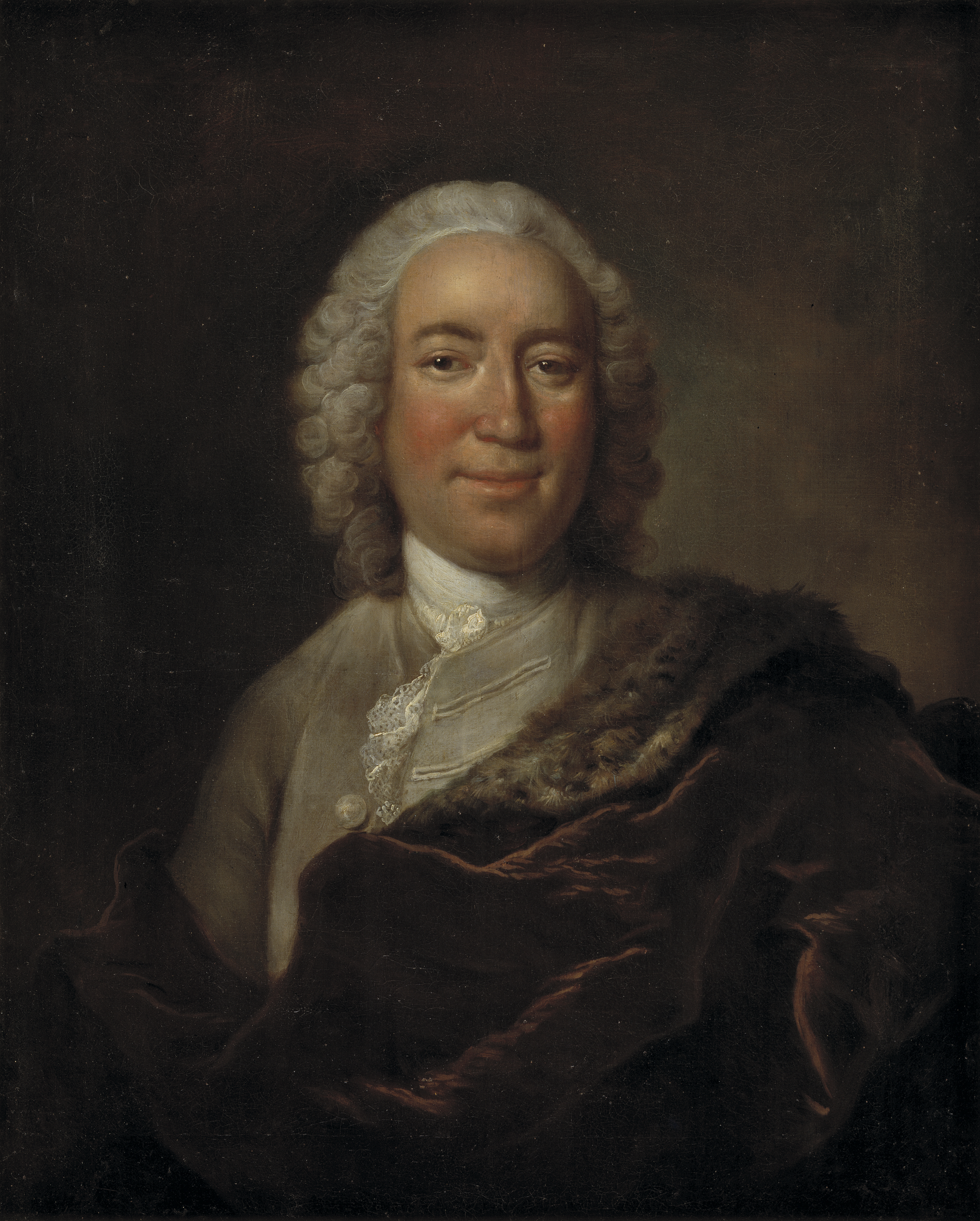
Johann Salomon Wahl (1765), Gerhard Morell.
Wilhelm Bendz (1826), Un joven artista (Ditlev Blunck) observa un boceto en un espejo.